# Los Guájares
Los Guájares ist eine Gemeinde in der Provinz Granada im Südosten Spaniens mit 1.125 Einwohnern (Stand: 2024). Die Gemeinde liegt in der Comarca Costa Tropical. 

## Geografie
Die Gemeinde grenzt an die Gemeinden Albuñuelas, Ítrabo, Jete, Lentegí, Molvízar, El Pinar, Salobreña, El Valle und Vélez de Benaudalla. 

## Geschichte
Die Region Costa Tropical, in der sich die heutige Gemeinde befindet, spielte eine herausragenden Rolle im Handel während der Zeit der Ausbreitung der ersten Zivilisationen des Mittelmeerraum. Sie erlebte eine weitere Blüte in der Zeit von Al-Andalus. Nach der Vertreibung der Morisken verödete die Gegend. Heute lebt sie von Tourismus und Landwirtschaft. Die heute Gemeinde entstand im 20. Jahrhundert aus der Fusion der Gemeinden Guájar Alto, Guájar-Faragüit und Guájar-Fondón.